# 木曜4超玩
《木曜4超玩》是由麥卡貝網路電視製作並直播的節目。節目主持人為邰智源、溫妮、泱泱、和阿部瑪利亞。節目於2015年3月5日首播，每週四的晚間20:00至22:00在麥卡貝網路電視進行直播。節目初期的直播存檔和節目VCR收錄在YouTube「麥卡貝遊戲頻道」和「麥卡貝精華頻道」，后来轉移至主頻道「木曜4超玩」和副頻道「月曜1起玩」，並於每週四晚上更新YouTube，此外在20:00的正直播前會在YouTube進行直播前吃播。
木曜4超玩原為電玩綜藝節目，轉型後以一日體驗各行各業的「一日系列」系列單元而聞名。2018年11月13日，YouTube訂閱人數達到一百萬，成為台灣第一個破百萬訂閱的網路實境綜藝節目。2021年2月21日0點02分左右，YouTube訂閱人數達到兩百萬。
2020年底和2021年底更是憑藉節目的號召力與主持群的影響力，成功舉辦跨界演唱會特別企劃，2020年一場、2021年兩場，門票均售完，並與許多知名歌手或樂團展開跨界合作。同時於2021年底，成為臺北最High新年城擔任主持人。
2023年7月19日，製作單位宣布暫停每週四在YouTube直播節目，以及在麥卡貝網路電視的節目直播節目。
2024年4月18日，新型態直播節目重啟，主持跟助理主持以邰智源、阿中、知知、江江。
2024年，邰智源宣布木曜4超玩自然解散。

## 節目主要成員
木曜4超玩的主持人為邰智源及林柏昇（KID），2017年中溫妮及泱泱升格為主持人，是為「四大金剛」時期，亦可以視為節目的起點。
2019年初謝坤達成為主持人，進入「五大金剛」（五人主持）時期；同年3月林柏昇因服替代役暫停活動一年，實際上僅有四位主持人；11月7日首位日籍藝人阿部瑪利亞加入為固定班底，進入「六大金剛」時期。
2024年，KID與坤達、溫妮因節目及其他工作因素而開始比較少參與錄影。阿部瑪利亞因合約完結及個人規劃而離開節目。
| 姓名                  | 參與期數                             | 備註                                                                    |
| --------------------- | ------------------------------------ | ----------------------------------------------------------------------- |
| 已淡出成員            |                                      |                                                                         |
| 邰智源 （阿公、邰哥） | 首播至2024年                         |                                                                         |
| 吳泱潾 （泱泱）       | 2017年中升格為主持人至2024年         | 2016年3月24日首次登場                                                   |
| 黃于恩 （溫妮）       | 2017年中升格為主持人至2024年         | 2015年6月18日首次登場                                                   |
| 林柏昇 （KID）        | 2015年7月30日至2024年                | 2015年5月21日首次登場 2019年4月15日服兵役暫停主持 2020年3月19日正式回歸 |
| 謝坤達 （坤達）       | 2019年1月31日升格為主持人，至2024年  | 2017年11月23日首次登場                                                  |
| 阿部瑪利亞            | 2020年11月26日升格為主持人，至2024年 | 2019年4月11日首次登場                                                   |
| 大根                  | 首播至2016年尾                       |                                                                         |
| 鳥屎                  | 首播至2017年初                       |                                                                         |
| 婕翎                  |                                      | 2015年4月16日首次登場                                                   |
| 康妮                  |                                      | 2015年11月12日首次登場                                                  |
| 基隆東                |                                      | 2016年7月14日首次登場                                                   |
| 陳瑋薇 （溫妮的妹妹） | 2018年5月10日至2018年8月30日         | 2017年8月3日首次登場 2018年5月初升格固定                                |

## 其它創作

### 合作影片
| YOUTUBER                                 | 影片主题                                                                            | 日期           | 备注                            |
| ---------------------------------------- | ----------------------------------------------------------------------------------- | -------------- | ------------------------------- |
| 上班不要看                               | 一日收購上班不要看！直接破壞2018選戰 - ft.木曜4超玩、邰哥                           | 2018年11月22日 | 业配 天涯明月刀 手游            |
| How How                                  | HowFun / 蛤? 要找我當武林盟主喔 feat 木曜四超玩、邰哥                               | 2018年11月16日 | 业配 天涯明月刀 手游            |
| 白痴公主                                 | 驚險吊鋼絲，媽我還活著！feat.木曜4超玩、邰哥｜白癡公主                              | 2018年11月19日 | 业配 天涯明月刀 手游            |
| 這群人                                   | 這群人 TGOP │ 最廢一日系列 feat.木曜4超玩 The Worst Episode of One-Day Series       | 2018年11月15日 |                                 |
| 蔡阿嘎                                   | 嘎名人尬台語#4：蔡阿嘎X木曜四超玩。邰哥溫妮泱泱輸的脫一件！為了點閱拚了！           | 2019年2月8日   |                                 |
| 老高與小茉 Mr & Mrs Gao                  | 【一個人不要看】至少需要4個人一起看的影片KUAIZERO - ft.木曜4超玩                    | 2019年3月27日  |                                 |
| 千千進食中                               | 【水水哦北move】大台北牛肉麵 網友推薦top5！！！（ft.木曜四超玩 邰哥）               | 2019年5月4日   |                                 |
| 妙見神與方臉 Wonderful God & Square Face | 【老高的Vlog】木曜4超玩的北海道之旅，感謝溫妮的拍攝 l 妙見神與方臉                  | 2019年5月24日  | 老高與小茉 Mr & Mrs Gao的副频道 |
| 啾啾鞋                                   | 【啾極知識王 EP2】溫泱來啦! Call out邰哥是否能神救援?? ft.溫妮、泱泱                | 2019年8月10日  |                                 |
| Onion Man                                | Onion Man｜帶你探究洋蔥一行人 ft.木曜四超玩 邰哥 白癡公主｜一日配音員               | 2019年8月18日  |                                 |
| 狠愛演                                   | 【狠愛演】邰哥一日特助，是幸福還是夢魘『帶你獨家直擊』                              | 2019年9月19日  |                                 |
| 白痴公主                                 | 剪指甲的男生加分？痴教官的街頭大抽查！ft.志祺七七、木曜4超玩 邰哥、陳百祥｜白癡公主 | 2019年9月19日  |                                 |
| 反骨男孩                                 | 【我被開除了#5】培根搭訕溫妮泱泱被邰哥抓包 feat.邰哥 百祥 溫妮泱泱 坤達             | 2019年10月17日 |                                 |
| Mr.Lock洛克先生                          | 我來教你怎麼射｜木曜四運動會前傳 Ft.本本                                            | 2019年11月8日  |                                 |
| 博恩夜夜秀                               | 【博恩夜夜秀】溫泱坦承邰哥確實特別照顧阿部瑪利亞                                    | 2020年1月25日  |                                 |

### 書籍
| 年份          | 書名                                            | 作者      | 出版社   | ISBN               |
| ------------- | ----------------------------------------------- | --------- | -------- | ------------------ |
| 2020年4月21日 | 木曜4超玩：臺灣TOP1網路實境綜藝節目幕後創作秘辛 | 木曜4超玩 | 時報出版 | ISBN 9789571380988 |

## 活動

### 粉絲見面會
| 日期          | 縣市   | 舉行地點                 | 備註                |
| ------------- | ------ | ------------------------ | ------------------- |
| 2018年3月3日  | 新北市 | 新北市永和區永平國民小學 | 拍攝「一日總鋪師」  |
| 2018年7月27日 | 新北市 | 新北市永和區永平國民小學 | 拍攝楓之谷M工商     |
| 2019年1月6日  | 彰化縣 | 全國麗園大飯店           | 拍攝「一日總鋪師2」 |

### 簽書會
| 日期          | 縣市   | 舉行地點           |
| ------------- | ------ | ------------------ |
| 2020年7月18日 | 高雄市 | 統一夢時代購物中心 |
| 2020年8月1日  | 臺北市 | 微風南山           |

### 演唱會
| 日期              | 名稱                                              | 地點                   |
| ----------------- | ------------------------------------------------- | ---------------------- |
| 2020年12月19日    | 木曜跨界演唱會－Rising《木曜4超玩五週年特別企劃》 | 國立臺灣大學綜合體育館 |
| 2021年12月25-26日 | 第二屆木曜跨界演唱會－Awakening                   | 台北流行音樂中心       |

### 跨年主持
| 日期         | 名稱                 | 地點                 | 備註                                                  |
| ------------ | -------------------- | -------------------- | ----------------------------------------------------- |
| 2021年12月31 | 2022臺北最High新年城 | 臺北市政府前市民廣場 | 和Lulu共同主持，同時擔任開場表演《Bring You To Life》 |

## 音樂
| 發行公司 | 唱片                                 | 藝人      | 發行時間 |
| -------- | ------------------------------------ | --------- | -------- |
| 隨身遊戲 | 木曜跨界演唱會-Rising（數位專輯）    | 木曜4超玩 | 2021年   |
| 隨身遊戲 | 木曜跨界演唱會-Awakening（數位專輯） | 木曜4超玩 | 2022年   |

## 爭議
- 在《一日氣象觀測員 玉山觀測站篇》的直播節目中，發生「做效果」事件激怒邰智源，製作組事後在上傳版本中以保護家人為由刪除該片段[19]。
- 在《一日台鐵員工（上）》的節目中，台鐵餐廳經理提到高鐵便當是復熱品可存放45天，引起媒體誤會，後台灣高鐵澄清便當是委外給高雄空廚製作，當天沒賣完的便當會銷毀。12月4日製作組重新上傳影片，並把高鐵便當的片段刪除[20]。
- 2020年2月20日木曜團隊赴日本茨城縣進行拍攝，23日返台後於29日出席由上班不要看舉辦的YouTuber大型頒獎典禮“走鐘獎”，被質疑沒有進行自主健康管理14天，出席典禮也沒有全程佩戴口罩，防疫疏忽引起爭議[21]。3月3日木曜團隊發佈了道歉聲明，宣佈將自肅至3月14日進行“自我健康管理”，暫停兩期每週四的節目直播，YouTube頻道也停止更新內容[22]。

### 參照
1. 1 2  YouTube上的木曜4超玩頻道. . YouTube. 2018-04-03  [2018-04-03]. （原始内容存档于2020-03-01）.
2. ↑  . 遠見天下. 2017-11-21  [2018-03-15]. （原始内容存档于2018-03-16）.
3. ↑  . ETtoday星光雲. 2017-09-24  [2018-03-15]. （原始内容存档于2018-03-16）.
4. ↑  上班不要看 NSFW, ,   [2018-12-06], （原始内容存档于2020-02-23）
5. ↑  HowFun, ,   [2018-12-06], （原始内容存档于2020-03-01）
6. ↑  白癡公主, ,   [2018-12-06], （原始内容存档于2018-11-20）
7. ↑  這群人TGOP, ,   [2018-12-06], （原始内容存档于2020-05-08）
8. ↑  蔡阿嘎, ,   [2019-02-08]
9. ↑  老高與小茉 Mr & Mrs Gao, ,   [2019-03-29], （原始内容存档于2019-03-27）
10. ↑  千千進食中, ,   [2019-05-04], （原始内容存档于2019-05-07）
11. ↑  妙見神與方臉 Wonderful God & Square Face, ,   [2019-05-24], （原始内容存档于2020-02-24）
12. ↑  啾啾鞋, ,   [2019-08-10], （原始内容存档于2019-08-10）
13. ↑  Onion Man, ,   [2019-08-18], （原始内容存档于2019-08-19）
14. ↑  Onion Man, ,   [2019-09-19], （原始内容存档于2019-09-30）
15. ↑  白癡公主, ,   [2019-09-19], （原始内容存档于2020-05-04）
16. ↑  反骨男孩, ,   [2019-10-17], （原始内容存档于2019-12-10）
17. ↑  Mr.Lock洛克先生, ,   [2019-11-08], （原始内容存档于2020-05-24）
18. ↑  博恩夜夜秀, ,   [2020-01-25], （原始内容存档于2020-04-26）
19. ↑  . 中時電子報. 2017-09-02  [2018-03-15]. （原始内容存档于2018-03-16）.
20. ↑  . 中視新聞. 2017-12-02  [2019-03-05]. （原始内容存档于2020-09-05）.
21. ↑  . 中時電子報. 2020-03-03  [2021-04-13]. （原始内容存档于2021-04-14）.
22. ↑  . 2020-03-03.

## 外部連結
- 木曜4超玩 - 麥卡貝網路電視直播 （页面存档备份，存于）
- YouTube上的木曜4超玩頻道
- YouTube上的月曜1起玩頻道（直播存檔+VLOG）
- 木曜4超玩的Facebook專頁
- 木曜4超玩的Instagram帳戶
- 木曜4超玩的X（前Twitter）